# Tenuipalpus xylosmae
Tenuipalpus xylosmae är en spindeldjursart som beskrevs av De Leon 1965. Tenuipalpus xylosmae ingår i släktet Tenuipalpus och familjen Tenuipalpidae. Inga underarter finns listade i Catalogue of Life.